# Leopold Buczkowski
Leopold Buczkowski, ps. Paweł Makutra (ur. 15 listopada 1905 w Nakwaszy, zm. 27 kwietnia 1989 w Warszawie) – polski prozaik, poeta, malarz, artysta grafik, rzeźbiarz.

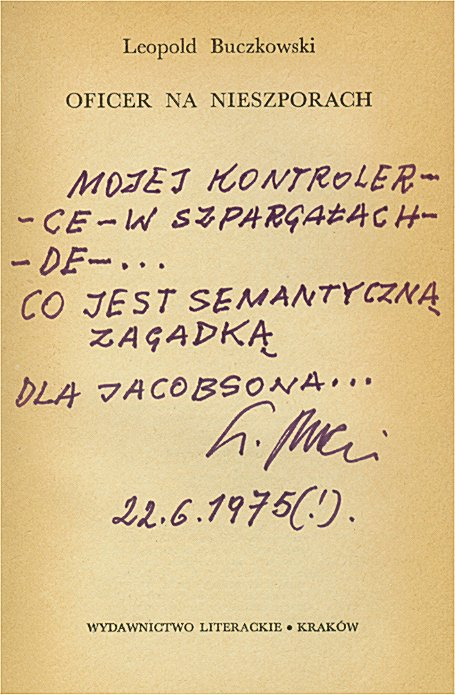
Dedykacja Leopolda Buczkowskiego dla Ireny Szymańskiej-Matuszewskiej, Warszawa, 22 czerwca 1975 r.

## Życiorys
Syn Tomasza Buczkowskiego i Anny Zając, brat Mariana Ruth Buczkowskiego. Od dzieciństwa był wybitnie uzdolniony artystycznie, rozwój ograniczały mu trudne warunki życia. Od 1914 mieszkał w Podkamieniu na południe od wsi Nakwasza i miasta Brody. W Podkamieniu w latach 30. prowadził zakład rzeźbiarsko-kamieniarski. Studiował polonistykę na Wydziale Humanistycznym UJ oraz malarstwo na ASP w Warszawie w 1927. Uczestnik kampanii 1939, wzięty do niewoli. W czasie II wojny światowej początkowo przebywał we Lwowie, potem wrócił do Podkamienia. Tam przeżył atak ukraińskich nacjonalistów, w czasie którego zginęło dwóch jego braci. W 1944 r. w oddziałach samoobrony w Nakwaszy. Działalność UPA (śmierć braci) zmusiła rodzinę Buczkowskich do opuszczenia miejsca zamieszkania. Przenieśli się do Warszawy, gdzie zamieszkali przy ul. Mysłowickiej 13 na Dolnym Żoliborzu. Uczestnik powstania warszawskiego. Żołnierz 2 kompanii Zgrupowania „Żyrafa” II Obwodu „Żywiciel” (Żoliborz) Warszawskiego Okręgu Armii Krajowej. Po powstaniu trafił do obozu jenieckiego w Pruszkowie, skąd uciekł.
Po wojnie zamieszkał w Krakowie, zajmując się ilustrowaniem książek. Od 1950 r. do śmierci mieszkał w Konstancinie pod Warszawą. W 1982 r. został członkiem Tymczasowej Rady Krajowej PRON, rok później – członkiem Rady Krajowej. Pochowany na cmentarzu w Skolimowie.

## Odznaczenia i nagrody
- Krzyż Komandorski Orderu Odrodzenia Polski(1980)
- Krzyż Kawalerski Orderu Odrodzenia Polski (1956)
- Nagroda I stopnia Prezesa Rady Ministrów za całokształt twórczości (1979)
- Nagroda „Miesięcznika Literackiego” (1985) za książkę Wszystko jest dialogiem (Ludowa Spółdzielnia Wydawnicza)[5]

## Twórczość
Wprawdzie jego wiersz pojawił się w 1929 r. w „Gazecie Polskiej” (drukowanej przez Kadena-Bandrowskiego, pod ps. Paweł Makutra), ale za rok właściwego debiutu uważa się 1936 (wiersze: Lato i upał). Prowadził teatr amatorski, dla którego napisał sztukę Zabójstwo. Jego pierwsza powieść Wertepy, ukazująca surowy obraz ówczesnej wsi wołyńskiej, została zarekwirowana przez policję. Drugą powieść – Czarny potok napisał w Zakopanem w 1946 r. Od 1953 r. zaczął malować i wystawiać swoje prace w Warszawie. Czarny potok, Dorycki krużganek, zbiór opowiadań Młody poeta w zamku i Pierwsza świetność są wstrząsającym świadectwem okupacyjnego terroru i bohaterskiej walki jego ofiar w imię obrony człowieczeństwa. Są także dokumentem wymierającej kultury. Cechy jego twórczości literackiej to: autentyzm, dosadność i plastyczność obrazu. Pisał z całkowitym pominięciem podstawowych zasad prozy. Tym samym tworzył dzieła bardzo oryginalne, będące nietypowym, wysoko cenionym przez krytyków, eksperymentem.
Pomiędzy poszczególnymi książkami zachodzą określone relacje, wyjaśnione przez autora. Dorycki krużganek to „suplement do Czarnego Potoku, który powinien być razem w nim wydawany”. Z kolei „Oficer na nieszporach jest suplementem do Kąpieli w Lucca”, a Kamień w pieluszkach to „drugi suplement” do Kąpieli w Lucca, uważany przez pisarza za „najważniejszą książkę w swoim dorobku pisarskim.
Od października 2021 do lutego 2022 w Muzeum Sztuki w Łodzi odbyła się wystawa poświęcona wizualnej twórczości Leopolda Buczkowskiego.

## Publikacje książkowe
- Wertepy (powieść; Gebethner i Wolf 1947; Państwowy Instytut Wydawniczy 1957; Wydawnictwo Literackie 1973)
- Czarny potok (powieść; Pax 1954; Państwowy Instytut Wydawniczy 1959; Czytelnik 1965; Państwowy Instytut Wydawniczy 1971; Pax 1974; Wydawnictwo Literackie 1979; KAW 1986)
- Dorycki krużganek (powieść; Pax 1957; Czytelnik 1969, Wydawnictwo Literackie 1977)
- Młody poeta w zamku (opowiadania z ilustracjami autora; Pax 1959)
- Pierwsza świetność (powieść; Państwowy Instytut Wydawniczy 1966; Wydawnictwo Literackie 1978)
- Uroda na czasie (powieść; Państwowy Instytut Wydawniczy 1970; Wydawnictwo Literackie 1981)
- Kąpiele w Lucca (powieść; Państwowy Instytut Wydawniczy 1974, 1979; Wydawnictwo Literackie 1984)
- Oficer na nieszporach (powieść; Wydawnictwo Literackie 1975)
- Kamień w pieluszkach (powieść; Wydawnictwo Literackie 1978)
- Wszystko jest dialogiem (Ludowa Spółdzielnia Wydawnicza, 1984)
- Na nowo i poniekąd inaczej (Galeria Autorska J. Solińskiego i J. Kai 1985)
- Proza żywa (Pomorze 1986)
- Żywe dialogi (wespół z Zygmuntem Trziszką; Pomorze 1989)
- Dziennik wojenny (Olsztyn 2001)
- Powstanie na Żoliborzu (powst. 1944; [w:] Dzienniki z Powstania Warszawskiego, wyd. LTW, 2004)

## Książki o autorze
- M. Indyk, Granice spójności narracji. Proza Leopolda Buczkowskiego, Wrocław 1987.
- Wspomnienia o Leopoldzie Buczkowskim, red. Jan Tomkowski, wyd. 2005
- Tadeusz Błażejewski, Przemoc świata. Pisarstwo Leopolda Buczkowskiego, Uniwersytet Łódzki, 1991; wydanie II: 2005, ISBN 83-7171-891-8
- Sławomir Buryła, Radosław Sioma, Zimą bywa się pisarzem, Universitas (Ebook)